# Chris Corbould
Chris Corbould (1958) é um especialista em efeitos visuais britânico. Venceu o Oscar de melhores efeitos visuais na edição de 2011 por Inception, ao lado de Peter Bebb, Paul Franklin e Andrew Lockley.